# Lübeck
Lübeck ([ˈlyːbɛk]ⓘ) —en español también Lubeca—, oficialmente Ciudad hanseática de Lübeck (en alemán: Hansestadt Lübeck), es la segunda ciudad más poblada del estado federado de Schleswig-Holstein, en el norte de Alemania, después de Kiel. El casco medieval de la ciudad fue declarado Patrimonio de la Humanidad por la Unesco en 1987, destacando las construcciones de ladrillo en estilo gótico báltico, como la Puerta de Holsten.
La ciudad está dividida en diez municipios y 35 distritos. El municipio del Centro (Innenstadt) está localizado en una isla fluvial rodeada por los ríos Trave y Wakenitz. El municipio de Travemünde, a diecisiete kilómetros del centro, está a las orillas del mar Báltico y es un popular balneario y puerto en la desembocadura del río Trave.
Hamburgo se encuentra a unos 58 km al suroeste y Kiel, la capital de Schleswig-Holstein, a 62 km al noroeste. La autopista Autobahn 1 conecta a Lübeck con Hamburgo y Dinamarca.
Lübeck fue durante varios siglos la "capital" de la Liga Hanseática y fue conocida como la "Reina de la Hansa". Actualmente se la llama también "La ciudad de las siete torres" (Stadt der Sieben Türme) y la "Puerta hacia el norte" (Tor zum Norden).

## Historia

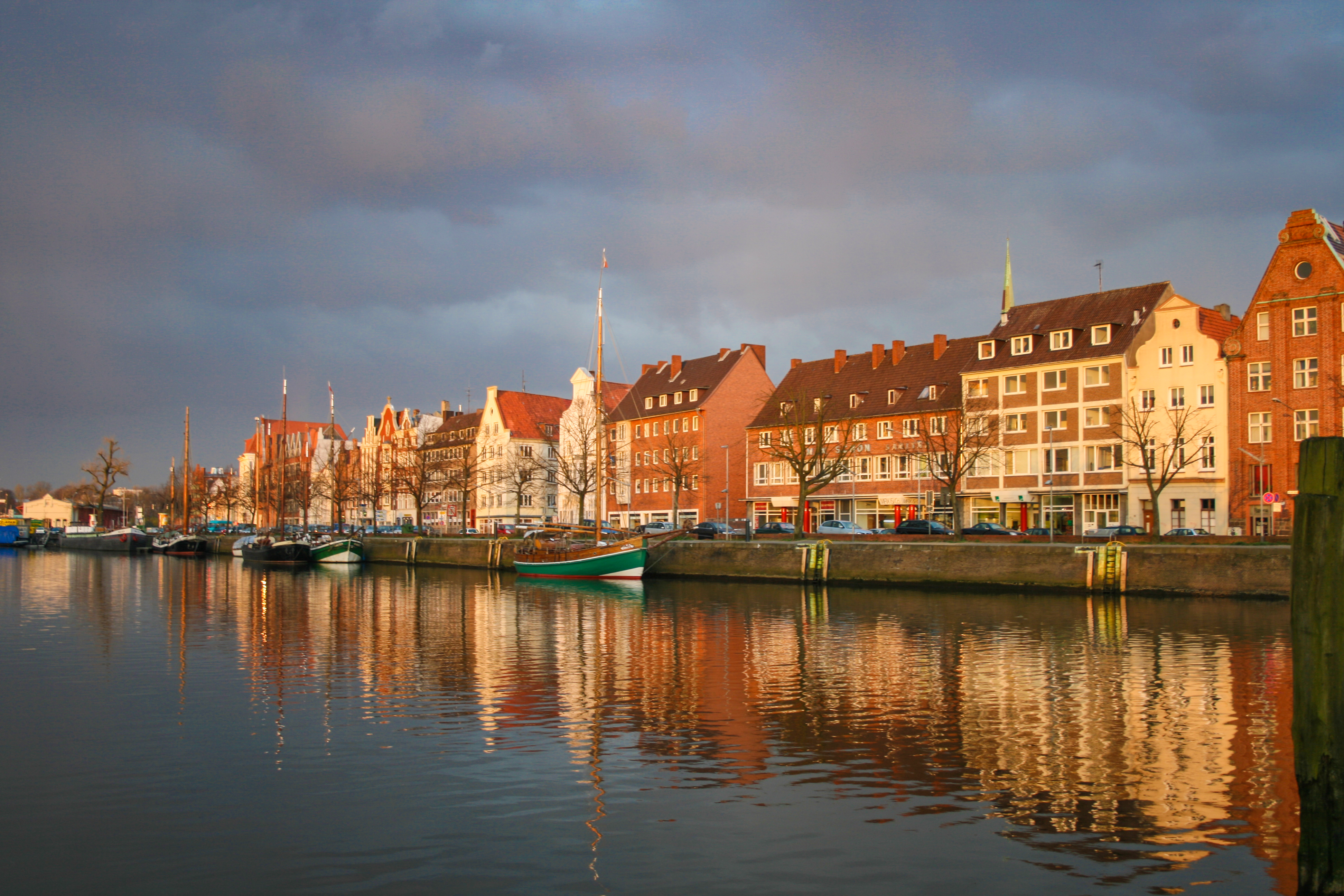
El río Trave en Lübeck.

### Edad Antigua y Media
Hay evidencias de asentamientos humanos en el área de la actual Lübeck durante el último periodo glacial a través de la existencia de varios dólmenes. La colonización eslava de la zona comenzó alrededor del año 700, y en la época de Carlomagno existía un asentamiento eslavo de nombre Liubice (La preciosa), de donde deriva el nombre actual de la ciudad. En 819 se terminó la construcción de una fortaleza. El príncipe Enrique de los abroditas fijó su residencia en Liubice en 1055 y de 1076 data la primera mención documentada de la ciudad por Adán de Bremen. En 1127 la fortaleza fue destruida por la tribu eslava de los Rani provenientes de las isla de Rügen.
Adolfo II de Holstein estableció un asentamiento en la región en 1143 y fundó Lübeck en su lugar actual, a unos cuatro kilómetros de la antigua Liubice. La ciudad fue el primer puerto alemán en el mar Báltico y Adolfo construyó una muralla de madera y tierra para su defensa. La nueva ciudad es mencionada en documentos por primera vez en 1147 por Helmold von Bosau. En 1158 Adolfo II tiene que ceder su fortaleza a Enrique el León de Sajonia. Luego de la caída de este en 1181, Lübeck se convirtió por los próximos ocho años en Ciudad imperial libre. El emperador Federico Barbarroja decretó que la ciudad fuera regida por un consejo de veinte miembros. Como el consejo estaba dominado por mercaderes, la política de Lübeck fue dominada por intereses mercantiles durante muchos siglos. El consejo sobrevivió hasta el siglo XIX.
La ciudad y su fortaleza regresaron a ser propiedad del Ducado de Sajonia en 1189, pero cambiaron de dueño varias veces en los siguientes años, siendo incluso parte de Dinamarca hasta la batalla de Bornhöved en 1227.
A partir de 1200, el puerto de Lübeck se convirtió en el principal punto de partida para los colonizadores germanos de los territorios bálticos conquistados primero por la Orden Livona y luego por la Orden Teutónica. Esta colonización alcanzó su cenit con el Gran Maestre Hermann von Salza. En 1226 el emperador Federico II Hohenstaufen elevó la ciudad nuevamente al estado de Ciudad imperial libre.

### Lübeck:Reina de la Hansa
En 1340 el emperador Luis IV de Baviera le concedió a la ciudad wenda el derecho de acuñar moneda y en 1356 se celebró en Lübeck el primer congreso de todos los representantes de la Liga Hanseática. Luego de que en 1361 la ciudad de Visby, la ciudad líder de la Liga, fuese conquistada por Valdemar IV de Dinamarca, Lübeck ocupó su puesto en la Liga y fue llamada asimismo "Reina de la Hansa". El impulso dado por este evento permitió que Lübeck se convirtiera en el principal centro comercial de la Europa Septentrional.
Con el Tratado de Stralsund, que acordó la paz entre Valdemar IV y la Liga Hanseática, Lübeck alcanzó el cenit de su poder en el área del Báltico. En 1375 el emperador Carlos IV de Luxemburgo nombró a Lübeck una de las Cinco Glorias del Sacro Imperio Romano Germánico, distinción que compartía con Venecia, Roma, Pisa y Florencia. Lübeck se unió igualmente a la Liga de Esmalcalda.
Tras la subida de Erico de Pomerania al trono de la Unión de Kalmar, se reanudaron las tensiones tradicionales entre Dinamarca y la Hansa en genera,l y con Lübeck y Hamburgo en particular. Estas llegaron a un punto de ebullición con la introducción de peajes en el estrecho del Sund por el rey danés. En la guerra que siguió (entre 1426 y 1427), Lübeck volvió a tener la principal flota de la Liga, y su alcalde, por tanto, volvió a dirigir la campaña (aunque fracasaría en el primer ataque y sería condenado por ello, la guerra terminaría con la exención de las ciudades wendas de los peajes pero con la presencia ya imparable de Holanda en el Báltico).
El poderío comercial de Lübeck en el área del Báltico empezó a decaer en las primeras décadas del siglo XVI debido a la competencia con comerciantes holandeses que se acogían al derecho de almacenamiento para comerciar con las ciudades del Báltico. Cuando Federico I de Dinamarca rehusó anular el arancel de paso por las aguas de su reino, a pesar de la ayuda que Lübeck le había dado para ascender al trono, el burgomaestre, Jürgen Wullenwever, trató de influir militarmente en la Guerra del Conde para favorecer a la ciudad y su comercio. Para financiar esta aventura militar, Wullenwever, entre otras cosas, expropió los tesoros de la Iglesia. Sus intentos fracasaron de forma espectacular, culminando con la derrota en la Guerra del Conde. Wullenwever tuvo que huir de la ciudad en 1535, pero fue capturado en 1537 por el arzobispo de Bremen y ejecutado.
La ciudad logró permanecer neutral durante la guerra de los Treinta Años, pero la devastación causada por esa guerra y el comercio trasatlántico hicieron que la ciudad y la Liga Hanseática perdiesen importancia. La Liga se deshizo de facto durante el congreso de Lübeck de 1669, presidido entonces por el alcalde principal de Lübeck, el jurisconsulto y Conde Palatino Imperial Johannes Ritter (1622-1700), y en adelante la ciudad pasó a tener únicamente importancia regional.

### Edad Contemporánea
En el siglo XVII, gracias a las buenas relaciones diplomáticas del comandante militar de la ciudad, el conde Egmont von Chasot, la ciudad pudo sobrevivir la guerra de los Siete Años sin mayores daños.
En 1806, durante la guerra de la Cuarta Coalición contra Napoleón, la ciudad fue ocupada por las tropas francesas luego de la desastrosa derrota sufrida por Blücher el 6 de noviembre en la batalla de Lübeck. Durante el bloqueo continental, la banca quedó en bancarrota y entre 1811 y el 5 de diciembre de 1813 Lübeck estuvo formalmente anexada a Francia hasta su ocupación por las tropas rusas y prusianas durante la Guerra de la Sexta Coalición.
En 1815, luego del Congreso de Viena, ciudad se convirtió nuevamente en la ciudad libre y hanseática de Lübeck, sujeto de derecho internacional dentro de la Confederación Germánica. La ciudad sobrellevó las revoluciones de 1848 sin mayores incidentes.
En 1866 la ciudad se convirtió en miembro de la Confederación Alemana del Norte, en 1868 en miembro de la Unión Aduanera de Alemania y en 1871 en parte del Imperio alemán. Tras la disolución del Imperio en 1918, Lübeck no sufrió confrontaciones revolucionarias.

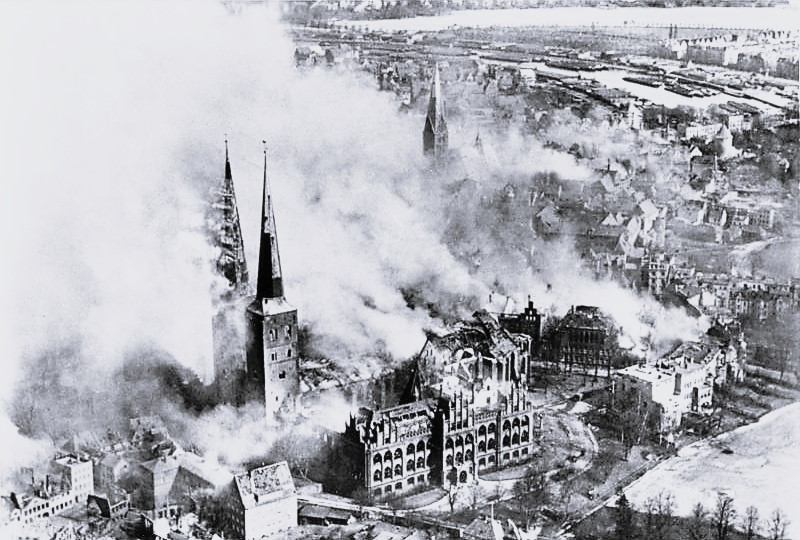
Catedral de Lübeck ardiendo tras los bombardeos británicos

La ciudad le prohibió a Adolf Hitler hacer campaña en la ciudad en 1932 y, por esta razón, el dictador siempre la odió. Una vez en el poder, en 1937, Hitler terminó los 711 años de independencia de la ciudad con la ley del área metropolitana de Hamburgo, mediante la cual la ciudad de Lübeck entró a formar parte de la provincia de Schleswig-Holstein de Prusia.
Durante la Segunda Guerra Mundial Lübeck fue la primera ciudad alemana en ser bombardeada de modo considerable por la Real Fuerza Aérea británica. El ataque del 28 de marzo de 1942 creó una tormenta de fuego en la que perecieron 320 personas y se destruyeron 1044 edificios, entre ellos la catedral y la iglesia de Santa María. El 10 de noviembre de 1943, tres sacerdotes católicos y un pastor luterano de Lübeck, hoy conocidos como los "mártires de Lübeck", fueron decapitados en una prisión de Hamburgo por los nazis supuestamente por hacer sermones contra la guerra.
El 2 de mayo de 1945, la ciudad fue ocupada sin resistencia por el ejército británico. El día siguiente, el 3 de mayo, uno de los desastres marítimos más grandes de la historia sucedió en la bahía de Lübeck, cuando la Real Fuerza Aérea británica bombardeó y hundió los vapores Cap Arcona, Deutschland y Thielbek que estaban llenos de prisioneros de campos de concentración. Más de 7000 personas perdieron la vida en el ataque.
Después de la guerra, Lübeck quedó dentro de la Zona de ocupación británica y pasó a ser parte del estado federado de Schleswig-Holstein en la Alemania Occidental. Antes de la reunificación alemana en 1990, la ciudad era parte de la frontera interalemana. La noche del 18 de enero de 1996, un incendio provocado destruyó una casa de asilantes extranjeros. En el fuego perecieron diez personas y treinta resultaron con lesiones, la mayoría niños. Aunque se sospecha que el ataque tuvo motivos raciales, el caso no ha sido resuelto hasta la fecha.
En abril de 2015, Lübeck fue sede de la Cumbre del G7.

## Demografía
| Gráfica de evolución de Lübeck entre 1227 y |
|                                             |

## Geografía
La bahía de Lübeck (en alemán: Lübecker Bucht) es una bahía marítima de la parte más occidental del mar Báltico, situada frente a las costas del norte de Alemania. Se encuentra alrededor de la ciudad de  Lübeck y sus riberas pertenecen a varios municipios de los estados de Schleswig-Holstein y Mecklemburgo-Pomerania Occidental. Forma la parte suroccidental del golfo de Mecklemburgo.

### Clima
La ciudad está localizada en las tierras bajas del norte de Alemania a una altitud de 13 metros sobre el nivel del mar. El territorio alrededor de la ciudad está dominado por bajas colinas.
| Parámetros climáticos promedio de Lübeck | Parámetros climáticos promedio de Lübeck | Parámetros climáticos promedio de Lübeck | Parámetros climáticos promedio de Lübeck | Parámetros climáticos promedio de Lübeck | Parámetros climáticos promedio de Lübeck | Parámetros climáticos promedio de Lübeck | Parámetros climáticos promedio de Lübeck | Parámetros climáticos promedio de Lübeck | Parámetros climáticos promedio de Lübeck | Parámetros climáticos promedio de Lübeck | Parámetros climáticos promedio de Lübeck | Parámetros climáticos promedio de Lübeck | Parámetros climáticos promedio de Lübeck |
| Mes                                      | Ene.                                     | Feb.                                     | Mar.                                     | Abr.                                     | May.                                     | Jun.                                     | Jul.                                     | Ago.                                     | Sep.                                     | Oct.                                     | Nov.                                     | Dic.                                     | Anual                                    |
| ---------------------------------------- | ---------------------------------------- | ---------------------------------------- | ---------------------------------------- | ---------------------------------------- | ---------------------------------------- | ---------------------------------------- | ---------------------------------------- | ---------------------------------------- | ---------------------------------------- | ---------------------------------------- | ---------------------------------------- | ---------------------------------------- | ---------------------------------------- |
| Temp. máx. media (°C)                    | 2.24                                     | 0.95                                     | 7.16                                     | 11.45                                    | 13.44                                    | 16.74                                    | 20.60                                    | 17.72                                    | 14.29                                    | 9.55                                     | 7.69                                     | 4.26                                     | 10.6                                     |
| Temp. media (°C)                         | 0.32                                     | 0.00                                     | 5.30                                     | 9.67                                     | 12.42                                    | 15.30                                    | 17.94                                    | 16.95                                    | 13.41                                    | 8.69                                     | 5.68                                     | 0.49                                     | 8.9                                      |
| Temp. mín. media (°C)                    | −3.67                                    | −0.71                                    | 3.99                                     | 7.47                                     | 10.24                                    | 14.05                                    | 16.93                                    | 16.54                                    | 12.47                                    | 7.67                                     | 4.57                                     | −3.48                                    | 7.2                                      |
| Lluvias (mm)                             | 43.9                                     | 46.4                                     | 32.9                                     | 15.0                                     | 48.3                                     | 76.8                                     | 64.9                                     | 94.8                                     | 46.9                                     | 43.3                                     | 55.9                                     | 61.5                                     | 630.6                                    |
| Fuente: Lübecker Wetterservice           |                                          |                                          |                                          |                                          |                                          |                                          |                                          |                                          |                                          |                                          |                                          |                                          |                                          |

## Religión
El obispado de Lübeck fue creado en 968 originalmente con sede en Oldemburgo y trasladado a Lübeck en 1166. El obispado estuvo involucrado en las misiones evangelizadoras de los pueblos eslavos.

### La Reforma y los luteranos

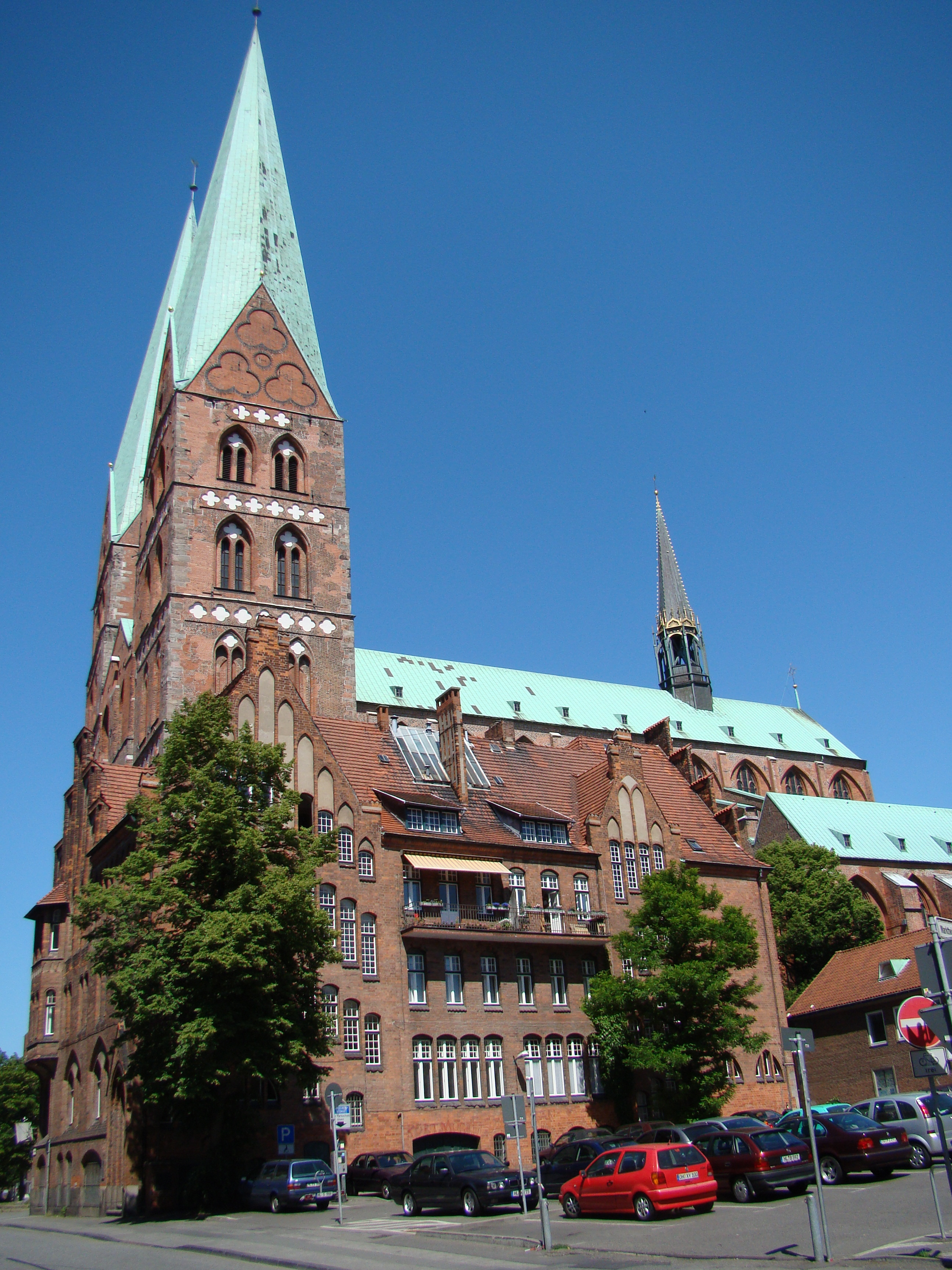
Iglesia de Santa María.

La reforma protestante hizo su primera incursión en la ciudad en 1524. A partir de 1530 el concejo municipal instituyó nuevas reglas para las iglesias, basadas en los reglamentos creados por Johannes Bugenhagen, con lo que Lübeck se convirtió en una ciudad mayoritariamente protestante.

### Católicos después de la Reforma
Durante el siglo XIX regresaron miembros de la comunidad católica a la ciudad y en 1849 obtuvieron la primera ordenación jurídica. En 1888 se construyó la primera iglesia católica, la Herz-Jesu-Kirche (iglesia del Corazón de Jesús), hoy Propsteikirche Herz Jesu.
Durante el siglo XX se crearon más comunidades católicas que pertenecían inicialmente a la Vicaría Apostólica de las Misiones del Norte (Apostolischen Vikariat der Nordischen Missionen). A partir de 1930, debido al Concordato Prusiano de 1929, son parte de la Diócesis de Osnabrück. De las regiones septentrionales de este obispado se creó en 1993 (oficialmente el 7 de enero de 1995) la Arquidiócesis de Hamburgo, a la que pertenecen las iglesias católicas de Lübeck.

### Iglesias evangélicas
En 1532 se asentaron los primeros anabaptistas en la ciudad, quienes para fines del siglo XVI y principios del XVII crearon una comunidad menonita. Los menonitas no podían practicar abiertamente, ya que el concejo municipal no los toleraba y se les prohibía enterrar sus muertos en los cementerios de la ciudad. Después de su expulsión, los menonitas regresaron en 1950 a Lübeck y fundaron una comunidad.
Desde 1849 hay baptistas en Lübeck pero la primera comunidad no se fundó hasta 1921. Actualmente existen cuatro comunidades con 500 miembros en total.
Catedral de Lübeck

### Judíos
Los primeros judíos se asentaron en el pueblo de Moisling, en las afueras de las fortificaciones de la ciudad. Llegaron huyendo de los pogromos que se produjeron durante la rebelión de Jmelnytsky en la actual Ucrania. El burgomaestre de Lübeck y dueño del pueblo de Moisling, Gotthard von Höveln, les permitió que se asentaran en el pueblo por consideraciones económicas, a pesar de la oposición del concejo municipal.
La población judía llegó a contar hasta 700 personas en 1913 y bajó a solo 250 después de que los nazis tomaran el poder. Los últimos 85 judíos de la ciudad fueron deportados entre 1941 y 1942 al gueto de Riga. En 1952 había solo 30 judíos en Lübeck, pero a partir de 1990 aumentaron con la llegada de inmigrantes y refugiados de la Unión Soviética.

### Otras comunidades religiosas
- Iglesia nueva apostólica: Desde 1901 está presente en la ciudad.
- Iglesia ortodoxa: Hay una comunidad rusa-ortodoxa y una griego-ortodoxa que comparten la iglesia de Santa Catalina.
- Islam: Debido a la presencia de muchos ciudadanos de ascendencia turca hay varias comunidades y casas de oración.

## Economía e industria
Casi toda la industria pesada que había anteriormente en Lübeck, ha desaparecido. Desde 1905 hasta su cierre en 1981, existió una gran planta siderúrgica. Los astilleros navales, que antes fueron muy importantes para la economía de la ciudad, también han cerrado. En la actualidad el 76.5 % de los trabajadores están en el sector de servicios, 23 % en la manufactura y solo 0.5 % en la agricultura y forestería.
La ingeniería biomédica tiene tradición en la ciudad. El mayor empleador en Lübeck, con más de 11 000 empleados, es la empresa Drägerwerk, que produce una variedad de equipo médico y de seguridad. Otra empresa médica importante radicada en la ciudad es Euroimmun, que fabrica sistemas para detectar anticuerpos.
En la industria alimentaria son famosos los fabricantes de mazapán, como Niederegger, Erasmi & Carstens y Lübecker Marzipan Fabrik. El mayor fabricante de conservas de pescado de Alemania, Hawesta, tiene su sede en Lübeck. La empresa H & J Brüggen tiene en la ciudad una fábrica de cereal de desayuno.
El puerto de Lübeck es el puerto alemán más grande en el mar Báltico. A pesar de un lento declinar en el tráfico de bienes, sigue siendo una importante fuente económica, uniendo a la ciudad con Escandinavia, Rusia y los países bálticos. En el año 2012 el puerto manejó 26.1 millones de toneladas de carga y más de 300 000 pasajeros.

### Turismo
El sector turístico ha sido favorecido por el crecimiento en el tráfico de pasajeros del aeropuerto de Lübeck, que cuenta con conexiones a precios bajos con varios destinos europeos. En 2012 el número de visitantes de Lübeck y Travemünde creció 1.6 % con un total de 619 987 personas. El número de pernoctaciones en hotel ascendió a 3.1 % hasta un total de 1 375 721 pernoctaciones con una estacia en promedio de 2.22 días. Las camas de hotel aumentaron de 7823 en 2011 a 8227 en 2012.

## Educación
- Universidad de Lübeck

## Cultura

### Centro histórico
El 14 de diciembre de 1987, las partes que se conservan del antiguo centro medieval de la ciudad fueron declaradas patrimonio de la humanidad por la UNESCO. Lübeck fue la primera ciudad antigua de la Europa Septentrional en ser declarada patrimonio de la humanidad en su totalidad. La razón para este honor ha sido la conservación del carácter preindustrial de su centro medieval de estilo gótico báltico, con edificaciones de ladrillo rojo y calles angostas, además de la distintiva silueta de la ciudad con las siete torres de sus cinco iglesias.
El área protegida por la UNESCO comprende los principales monumentos arquitectónicos de la ciudad, como la catedral, la iglesia de Santa María (del siglo XIII y XIV , respectivamente), la iglesia de San Jacobo, la iglesia de San Pedro y el ayuntamiento de la ciudad. Asimismo incluye las dos puertas de la ciudad que se conservan: la Burgtor y la imponente Puerta de Holsten.

### Cine
Festival de cine nórdico de Lübeck
Las Jornadas de Cine Nórdico de Lübeck, es un Festival especializado en la presentación de películas del norte y noreste del continente. Además de largometrajes, documentales y cortometrajes de Escandinavia, los Países Bálticos, Finlandia e Islandia, Schleswig-Holstein y Hamburgo.
Las Jornadas de Cine Nórdico de Lübeck se fundaron en 1956 y desde entonces se celebran todos los años a principios de noviembre. Desde 1971, el festival está dirigido por la ciudad de Lübeck en colaboración con los institutos cinematográficos de los países involucrados y cuenta con el patrocinio de las embajadas de los Países Nórdicos en Alemania.
Escenario de rodaje
El antiguo Salzspeicher (almacén de sal) en la rivera izquierda del río Trave es famoso por haber servido como escenario de la casa del vampiro en la clásica película muda del director F.W. Murnau, Nosferatu, eine Symphonie des Grauens (1922).
Diferentes edificios de la ciudad, recrean la ciudad fictia de Wisborg para la película de terror gótico checo-estadounidense Nosferatu (2024) dirigida por el cineasta Robert Eggers.

### Literatura
La Buddenbrookhaus es la antigua residencia de la familia Mann. En ella vivieron Heinrich Mann y su hermano, el ganador del Premio Nobel de Literatura, Thomas Mann. El nombre de la casa proviene de su novela, Los Buddenbrook. La casa está abierta al público y contiene un museo literario de la obra de los hermanos Mann.
En la casa de Günter Grass, que vivió por muchos años en Lübeck y que también fue galardonado con el Nobel de literatura, se exhiben ejemplos de su obra literaria, pictórica y plástica. En su novela La rata se menciona el escándalo de los frescos restaurados de la iglesia de Santa María.
El autor Theodor Storm estudió en Lübeck.

### Música
En las iglesias del centro de la ciudad hay una variedad de órganos barrocos y modernos para recitales de música. En la iglesia de Santa María fueron organistas Franz Tunder y Dietrich Buxtehude. Tanto Johann Sebastian Bach como Georg Friedrich Händel viajaron a Lübeck exclusivamente para escuchar a este último tocar el órgano. La tradición de conciertos nocturnos de Abendmusik, que se originó con Buxtehude, fue renovada en 1926.
La Musikhochschule Lübeck es una escuela superior de música donde se realizan numerosos recitales de música de cámara y sinfónica.

### Museos
Lübeck tiene varios pequeños museos. El Museo de Santa Ana (St.-Annen-Kloster), localizado en un antiguo monasterio, tiene una importante colección de arte cristiano.
El museo de arte Behnhaus tiene obras de Edvard Munch, Caspar David Friedrich, Carl Gustav Carus, Carl Blechen, Lovis Corinth, Max Liebermann y otros.
Dentro de la Puerta de Holsten hay un museo dedicado a la historia del edificio y de la ciudad. 
El Museo de Títeres de Lübeck tiene una colección que abarca la historia del teatro de títeres en Alemania. 
Otros museos: el Museo Europeo de la Hansa (Europäische Hansemuseum), el Museo marítimo del puerto de Lübeck (Museumhafen Lübeck), y el museo-casa del excanciller Willy Brandt.

### Gastronomía

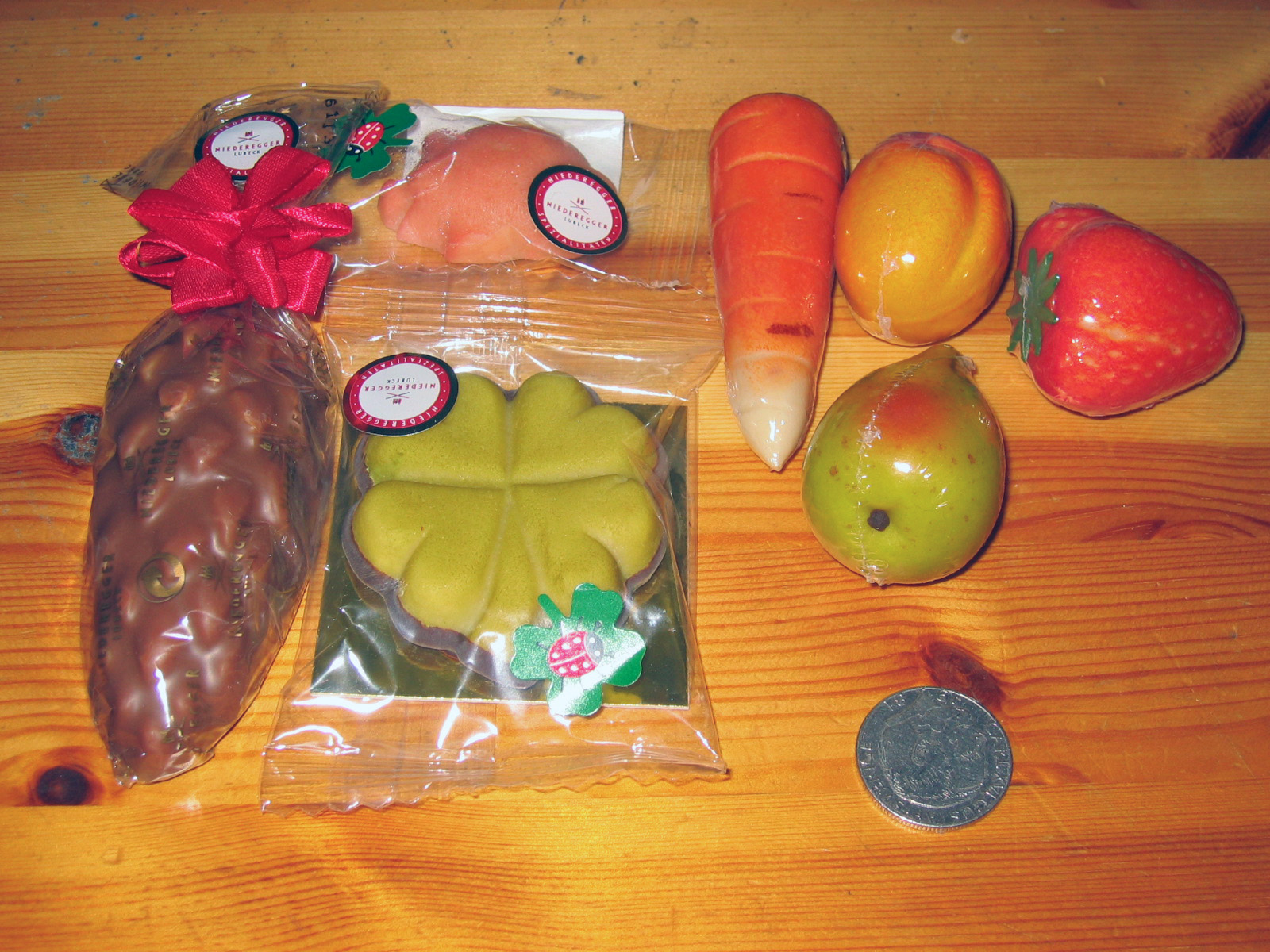
Mazapán de Lübeck.

Lübeck es famosa por su industria del mazapán, que incluso goza de indicación geográfica protegida en la Unión Europea. Según la leyenda local, probablemente apócrifa, el mazapán fue confeccionado por primera vez en Lübeck durante un período de guerra en que la ciudad estaba sitiada y las únicas comidas disponibles eran almendras y azúcar. Los fabricantes de mazapán de Lübeck, como Niederegger, garantizan dos tercios de almendras en el peso total del producto, lo que supone una calidad superior.
Otras especialidades locales son el Lübecker National, un cocido de nabos y carne de cerdo; y el postre Plettenpudding, hecho con macaroon, frambuesas y galletas. Ambos platos son mencionados en la novela Los Buddenbrook de Thomas Mann.
El Lübecker Rotspon se hace con vino tinto transportado en barriles de roble desde Francia a Lübeck, donde es almacenado para envejecerlo hasta que es embotellado. El almacenado en el clima oceánico le da al vino una nota especial.

## Galería

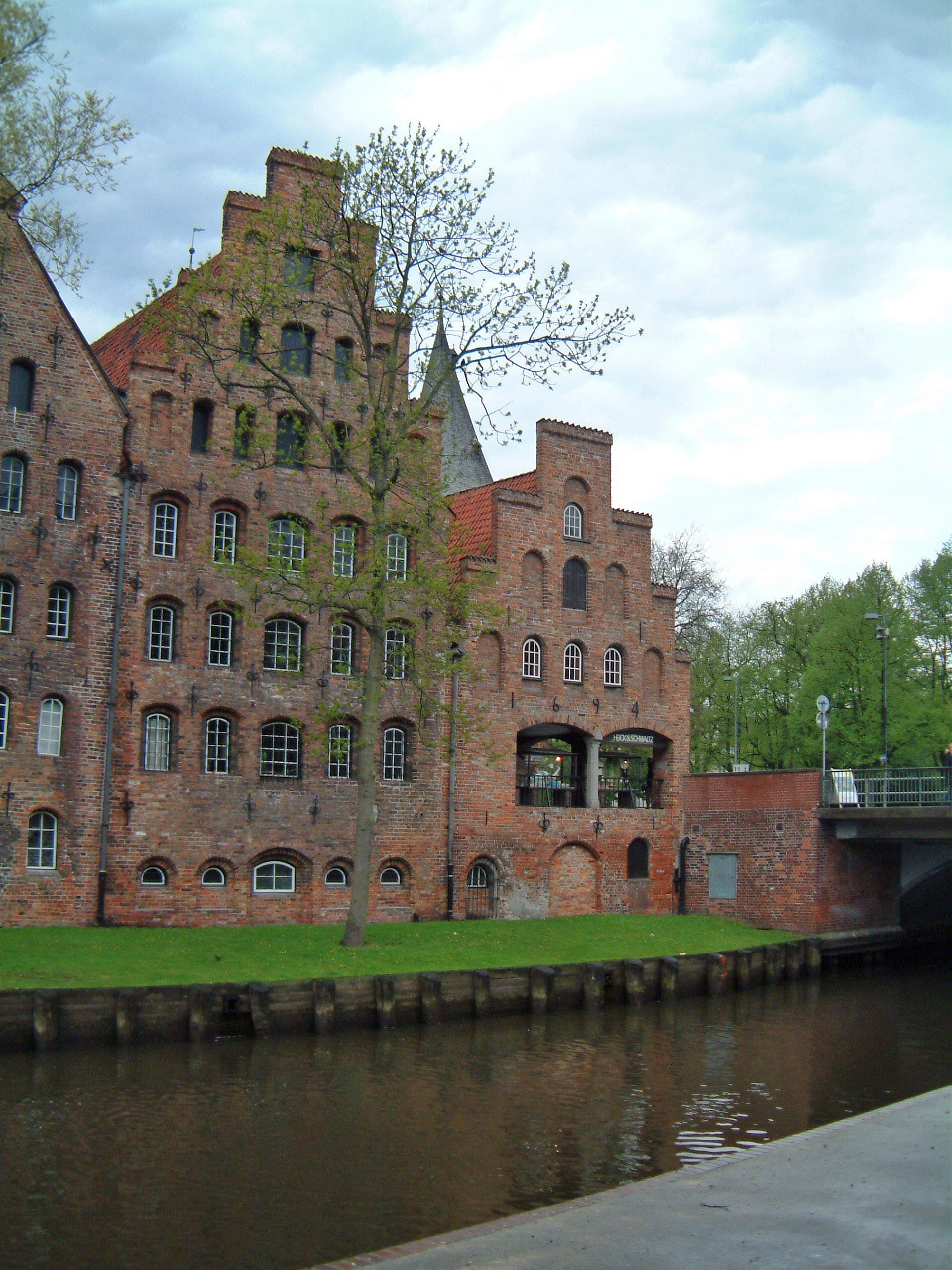
El Salzspeicher
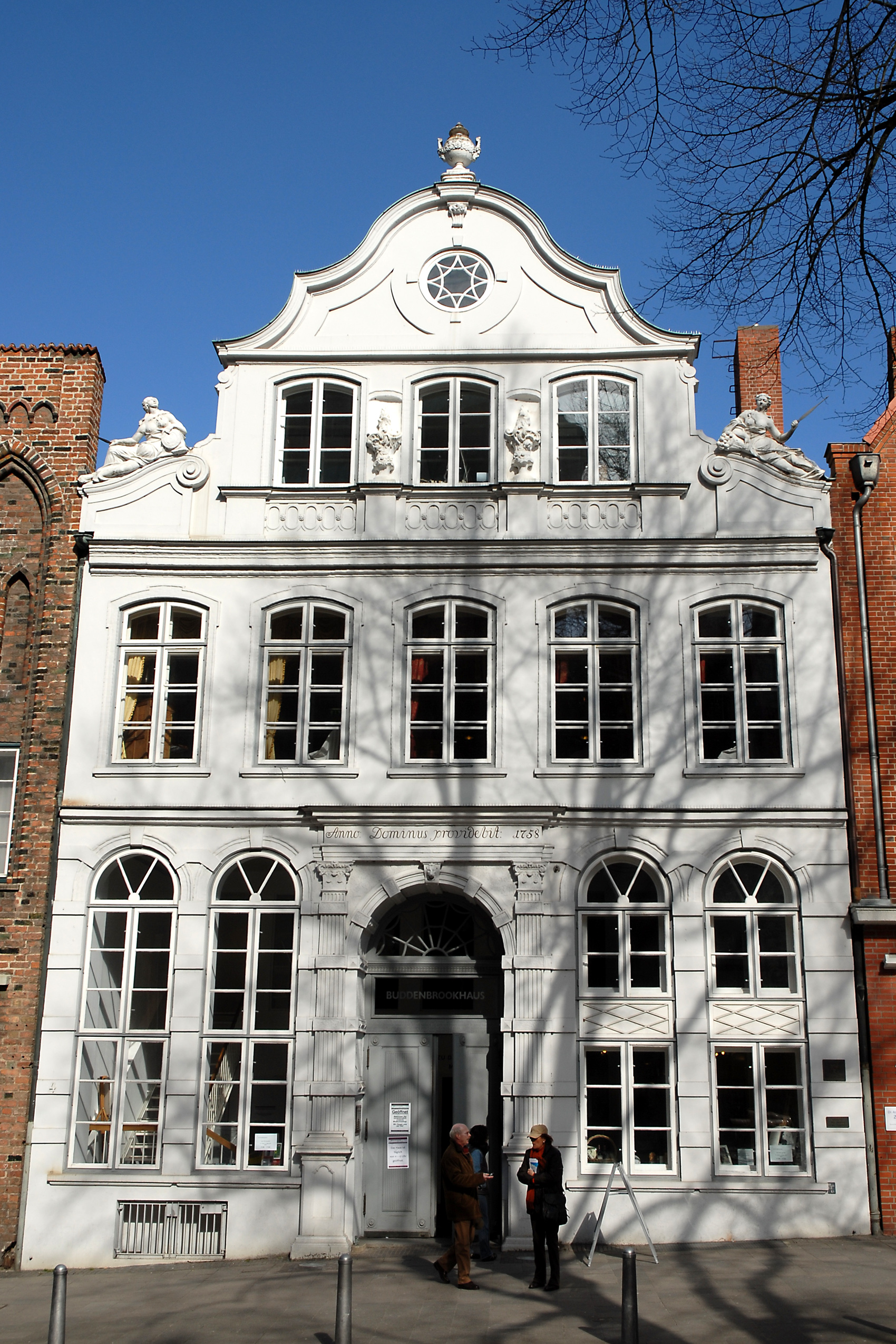
La Buddenbrookhaus
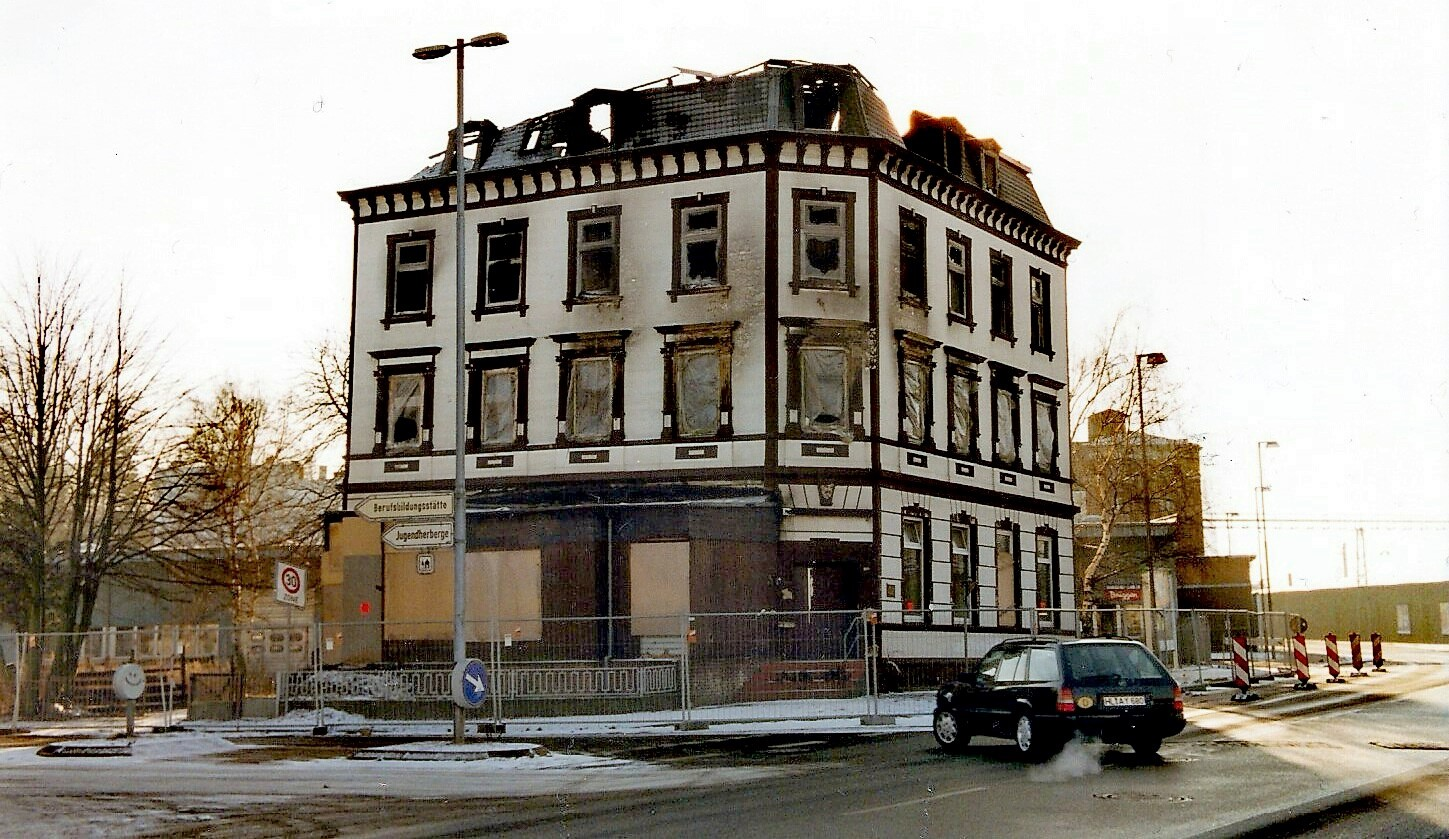
La casa después del ataque

## Ciudades hermanadas
- Kotka - Finlandia 1969
- Venecia - Italia 1979
- Wismar - Alemania 1987
- La Rochelle - Francia 1988
- Klaipėda - Lituania 1990
- Kawasaki - Japón 1992
- Szczecin - Polonia 1993
- Bergen - Noruega 1996
- Visby - Suecia 1999
- Spokane - Estados Unidos 2000